# Šteins (planetoïde)
(2867) Šteins is een kleine planetoïde in de planetoïdengordel tussen Mars en Jupiter. De planetoïde werd in 1969 ontdekt door de Russische astronoom Nikolaj Tsjernych en is genoemd naar de Letse astronoom Kārlis Šteins. Dankzij een bezoek van de ESA-ruimtesonde Rosetta aan de planetoïde in 2008 is relatief veel over Šteins bekend. Šteins is een E-type planetoïde met een diameter van 4,6 km. De planetoïde draait in ongeveer zes uur om haar as en heeft een onregelmatige vorm die doet denken aan een diamant. Šteins heeft geen natuurlijke satellieten.

## Bezoek van ruimtesonde Rosetta
Op 5 september 2008 vloog de ruimtesonde Rosetta op 800 km afstand en met een snelheid van 8,6 km per seconde langs Šteins. De ruimtesonde bezocht in juli 2010 ook de planetoïde (21) Lutetia. De scheervlucht van de ruimtesonde langs Šteins was zo gepland, dat de vanuit de ruimtesonde geziene kant van de planetoïde verlicht werd, zodat er duidelijke foto's konden worden doorgestuurd. Šteins bleek de vorm van een diamant te hebben met een platte bovenkant en een onderkant die uitloopt in een punt. Een grote krater domineert de bovenzijde.